# Evolvulus gypsophiloides
Evolvulus gypsophiloides är en vindeväxtart som beskrevs av Stefano Moricand. Evolvulus gypsophiloides ingår i släktet Evolvulus och familjen vindeväxter. Inga underarter finns listade i Catalogue of Life.